# Safia Oakley-Green
Safia Grace Oakley-Green (Londres, junio de 2001) es una actriz británica. Ganó un Premio del Cine Independiente Británico (BIFA) por su actuación en la película de terror Out of Darkness (2022).

## Biografía
Oakley-Green nació en 2001 en Southwark, un municipio (Borough) al sudeste de Londres aunque poco después se mudó a Derby donde creció. Se formó en el Television Workshop de Nottingham, además tiene estudios universitarios en psicología.
En 2021, apareció en el cortometraje de terror Requiem junto a Bella Ramsey, al igual que ella, exalumna del Television Workshop. El corto atrajo mayor atención después de que la actuación de Ramsey en la serie de televisión de HBO The Last of Us elevara su perfil.
Su debut cinematográfico fue en la película biográfica de 2021, The Colour Room, para Sky Cinema junto a Phoebe Dynevor. Hizo su debut televisivo interpretando el personaje de Cenicienta Jackson en el drama criminal de la BBC One de 2022, Sherwood. También en 2022,  protagonizó la película británica de suspenso y terror Out of Darkness, inicialmente titulada The Origin, su actuación fue galardonada en los Premios del Cine Independiente Británico por su interpretación revelación en diciembre de 2022.
En 2023, tuvo un papel recurrente como Andy en la comedia de superhéroes de Disney+ Extraordinary, también apareció en la serie de Paramount+ The Burning Girls, junto a Ruby Stokes y en la segunda temporada de la serie británica, The Lazarus Project, de Sky Max

## Filmografía

### Películas
| Año  | Título             | Papel        | Notas         | Ref.   |
| ---- | ------------------ | ------------ | ------------- | ------ |
| 2020 | Flatmates          | Santana      | Cortometraje  |        |
| 2020 | Birdcage           | Alya         | Cortometraje  |        |
| 2020 | Last Rites         | Deathstalker | Cortometraje  |        |
| 2021 | Requiem            | Mary         | Cortometraje  | [ 4 ]  |
| 2021 | The Colour Room    | Elsie        |               | [ 5 ]  |
| 2022 | Out of Darkness    | Beyah        |               | [ 9 ]  |
| 2022 | She Said           | Bailarina    |               |        |
| —    | The Bluff          | —            | Posproducción | [ 13 ] |
| —    | Anemone            | —            | Posproducción | [ 14 ] |
| —    | 100 Nights of Hero | Kiddo        | Filmándose    | [ 15 ] |

### Televisión
| Año  | Título              | Papel              | Notas                    | Ref.   |
| ---- | ------------------- | ------------------ | ------------------------ | ------ |
| 2022 | Sherwood            | Cinderella Jackson | 5 episodios              | [ 6 ]  |
| 2023 | Extraordinary       | Andy               | 3 episodios              | [ 10 ] |
| 2023 | The Burning Girls   | Joy Harris         | 5 episodios              | [ 11 ] |
| 2023 | The Lazarus Project | Becky              | Temporada 2; 4 episodios | [ 12 ] |

## Premios y nominaciones
| Año  | Premio                                      | Categoría            | Trabajo nominado | Resultado | Ref.   |
| ---- | ------------------------------------------- | -------------------- | ---------------- | --------- | ------ |
| 2022 | Premios del Cine Independiente Británico    | Actuación Revelación | Out of Darkness  | Ganadora  | [ 16 ] |
| 2024 | Premios de la Academia Británica de Escocia | Mejor Actriz de Cine | Out of Darkness  | Ganadora  | [ 17 ] |